# يكة توتية
يوكا توتية (الاسم العلمي:Yucca baccata) هي نوع من النباتات يتبع جنس اليوكا من الفصيلة الهليونية.